# Rtina
Rtina falu Horvátországban Zára megyében. Közigazgatásilag Ražanachoz tartozik.

## Fekvése
Zára központjától légvonalban 20 km-re, közúton 24 km-re északkeletre, községközpontjától 5 km-re északnyugatra, Dalmácia északi részén a Pag-sziget délkeleti végével átellenben, a Bočertina-félsziget nyugati, Ljubač-i öbölre néző, szélvédett oldalán fekszik. Rajta halad át a Posedarjét a Pagi hídon át Paggal összekötő 106-os számú főút. Egyes településrészei az itt lakó családok (Miletići, Benići, Vrankovići, Stošići, Miočići, Škaulji) neveit viselik. A part délnyugati végen, a Plemići-öböl belsejében, a Jaruga-patak torkolata környékén a homokos parton található iszapnak gyógyító hatást tulajdonítanak.

## Története
A település nevét a kontinentális Dalmácia legészakibb fokáról (rt = fok) kapta, amelynek a közelében fekszik. Környéke már a történelem előtti időkben is lakott volt, melyről számos régészeti lelet tanúskodik. A liburn kultúra egyik legjelentősebb emlékét a Ljuba-félszigeten fekvő Radovinban találjuk, ahol jól látható a mesterségesen erőddé épített Venac-domb (Gradina) jellegzetes formája. 2002-ben a Podvršje-Glavčine (Matakov Brig) nevű helyen nagyméretű kettős templom maradványait tárták fel. A déli templom az 5. század második feléből, az északi a 6. század közepéről származik. Kora bizánci stílusban épült. A Plemići-öböl Rtinával szemközti oldalán, a Ljubljana fokon állnak a templomosok középkori várának, Ljubačnak a romjai. A vár a középkorban a zárai régió egyik legjelentősebb erősségévé fejlődött. Védelmét előbb a templomos lovagok, után a johanniták látták el. A Jaruga-patak torkolata közelében fekvő Plemići faluban született 1548-ban Juraj Baraković, a horvát reneszánsz egyik legkiemelkedőbb költője aki leírja, hogy őse a tatárok elleni harcokban tett szolgálataiért IV. Béla magyar királytól három falut, Plemići, Brus és Oštri Rat (Rtina) kapott. Ez egyben az első írásos utalás a falu létezésére. Amikor a 15. század elején Dalmácia velencei uralom alá került ez a birtok a zárai Matafar nemesi családé lett. A 18. század végén Napóleon megszüntette a Velencei Köztársaságot. 1797 és 1805 között Habsburg uralom alá került, majd az egész Dalmáciával együtt az Első Francia Császárság része lett. 1815-ben a bécsi kongresszus újra Ausztriának adta, amely a Dalmát Királyság részeként Zárából igazgatta 1918-ig. 1880-ban 297, 1910-ben 468 lakosa volt. Ezt követően előbb a Szerb-Horvát-Szlovén Királyság, majd Jugoszlávia része lett. A délszláv háború során a Jugoszláv Néphadsereg (JNA) repülővel próbálta lebombázni a Pag szigetre vezető hidat. Az egyik kudarcot valló kísérlet során egy jugoszláv repülőt lelőttek, ennek darabjai a Plemići-öbölbe zuhantak. 1993-tól az újraalapított Ražanac községhez tartozik. 2011-ben 452 lakosa volt. Lakói hagyományosan mezőgazdasággal, állattartással, halászattal és turizmussal foglalkoztak. A falu jövőjét egyre inkább a turizmus fejlesztésében képzeli el. Rtinán négyosztályos területi iskola működik, mely a ražanaci Juraj Baraković iskola kihelyezett tagozata.

## Lakosság
| Lakosság változása | Lakosság változása | Lakosság változása | Lakosság változása | Lakosság változása | Lakosság változása | Lakosság változása | Lakosság változása | Lakosság változása | Lakosság változása | Lakosság változása | Lakosság változása | Lakosság változása | Lakosság változása | Lakosság változása | Lakosság változása |
| ------------------ | ------------------ | ------------------ | ------------------ | ------------------ | ------------------ | ------------------ | ------------------ | ------------------ | ------------------ | ------------------ | ------------------ | ------------------ | ------------------ | ------------------ | ------------------ |
| 1857               | 1869               | 1880               | 1890               | 1900               | 1910               | 1921               | 1931               | 1948               | 1953               | 1961               | 1971               | 1981               | 1991               | 2001               | 2011               |
| 0                  | 0                  | 297                | 358                | 407                | 468                | 400                | 0                  | 793                | 840                | 760                | 639                | 464                | 576                | 473                | 452                |

## Nevezetességei
- Szent Simon tiszteletére szentelt temploma a 19. században épült, de 1962-ben lebontották. 1990-ben újra felépítették és az év június 24-én újra felszentelték. A templom egyhajós épület kis sekrestyével. Fából faragott főoltára triptichon, Szent Simont, Jézus szívét és Szűz Máriát ábrázolja. Szentségtartója, szembemiséző oltára szintén fából készült. Falán Kis Szent Teréz és Páduai Szent Antal szobrai láthatók. Szenteltvíztartója kőből készült, harangtornyában két harang található. A ražanaci Rózsafüzér királynője plébánia filiája. A templom mellett temető van.[6]
- A falu eseményei közül kiemelkednek a Szent Simon nap (július 30.) körüli rendezvények. Ekkor falunapon, koncerteket rendeznek és ekkor, július végén - augusztus elején zajlik a Rtinai Nemzetközi Úszómaraton is.
- Határában található a Pagi híd egy 301 méter hosszú vasbetoníves híd amely a Ljubački vratán át ívelve köti össze Pag szigetét a kontinenssel. Rajta halad át a 8-as főútról Posedarjénál leágazó, a szigeten át a žigljeni kompkikötőig menő 106-os főút.

## Híres emberek
A Rtina melletti kis Plemići településen született 1548-ban Juraj Baraković horvát reneszánsz költő.